# 板楼

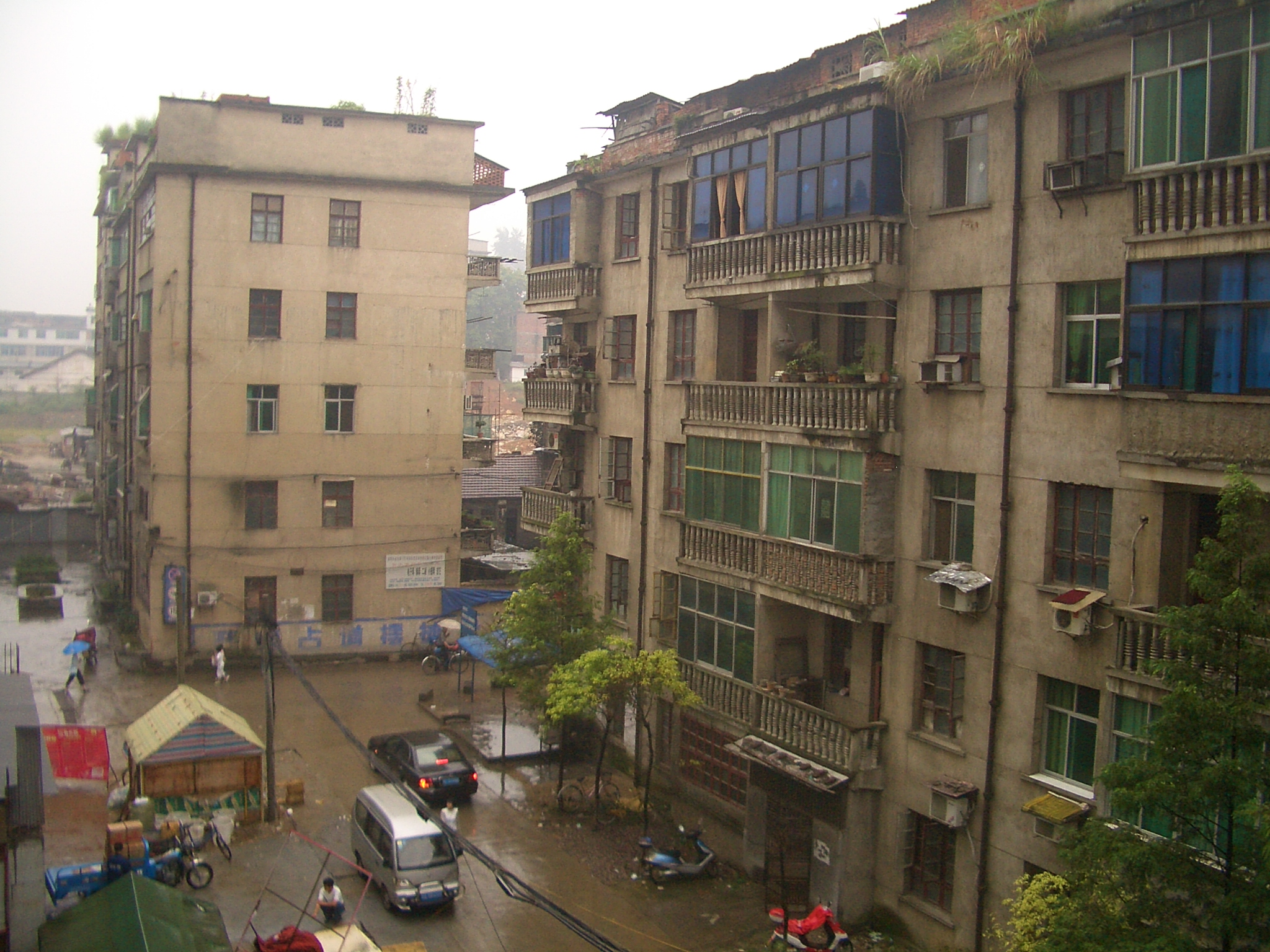
湖北省通山县通羊镇的住宅板楼

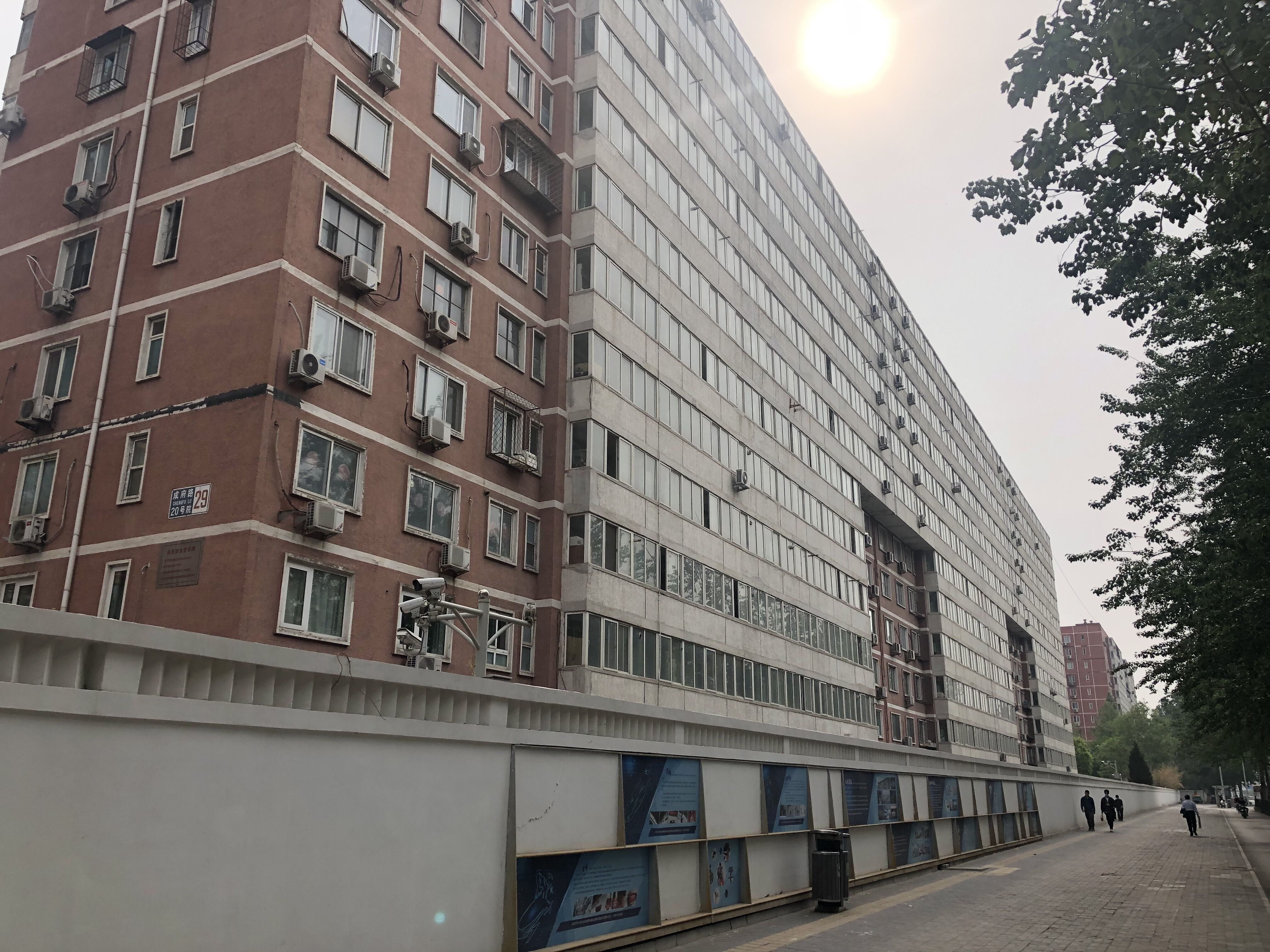
成府路上的大板楼，为北京市常见的住宅建筑形式

板楼为中国大陆建筑的一般形式之一（相对应的另一种是塔楼），指橫排长度明显大于宽度的排式樓房。其来源于建国初期效仿苏联的赫鲁晓夫楼，名称源于其中使用的预制楼板（后来多用更安全的现浇楼板，但作为一种建筑形式，其名称保留了下来；也有说法称名称来源于一排排横放的洗衣板）。
板楼分为走廊式与单元式：走廊式板楼使用长走廊连接在一侧或两侧横向布置的的房间，因其利于穿行、私密性差多用于学校、辦公樓、宿舍等公共建筑及中国大陆80年代前的住宅，被称为筒子楼。单元式板楼为若干个单元横向拼接，多用于住宅。
板楼特别是单元式板楼大多南北通透、户型规整，固其通风、日照良好；因其横向排列形式致各户间差距较小，特别是小户型有更好的布置；因其一梯仅有2-4户，所以私密性较好、管理成本低。综上，是多层住宅建筑的主要形式。由于多使用砖混结构，建筑层数通常不会超过12层，导致容积率较低、土地使用效率低，造成单位面积房價較高；砖混结构的板楼户内多数墙体起承重作用，改造结构会造成安全隐患。

## 參看
- 塔楼